# Liste der Ehrenbürger von Wien

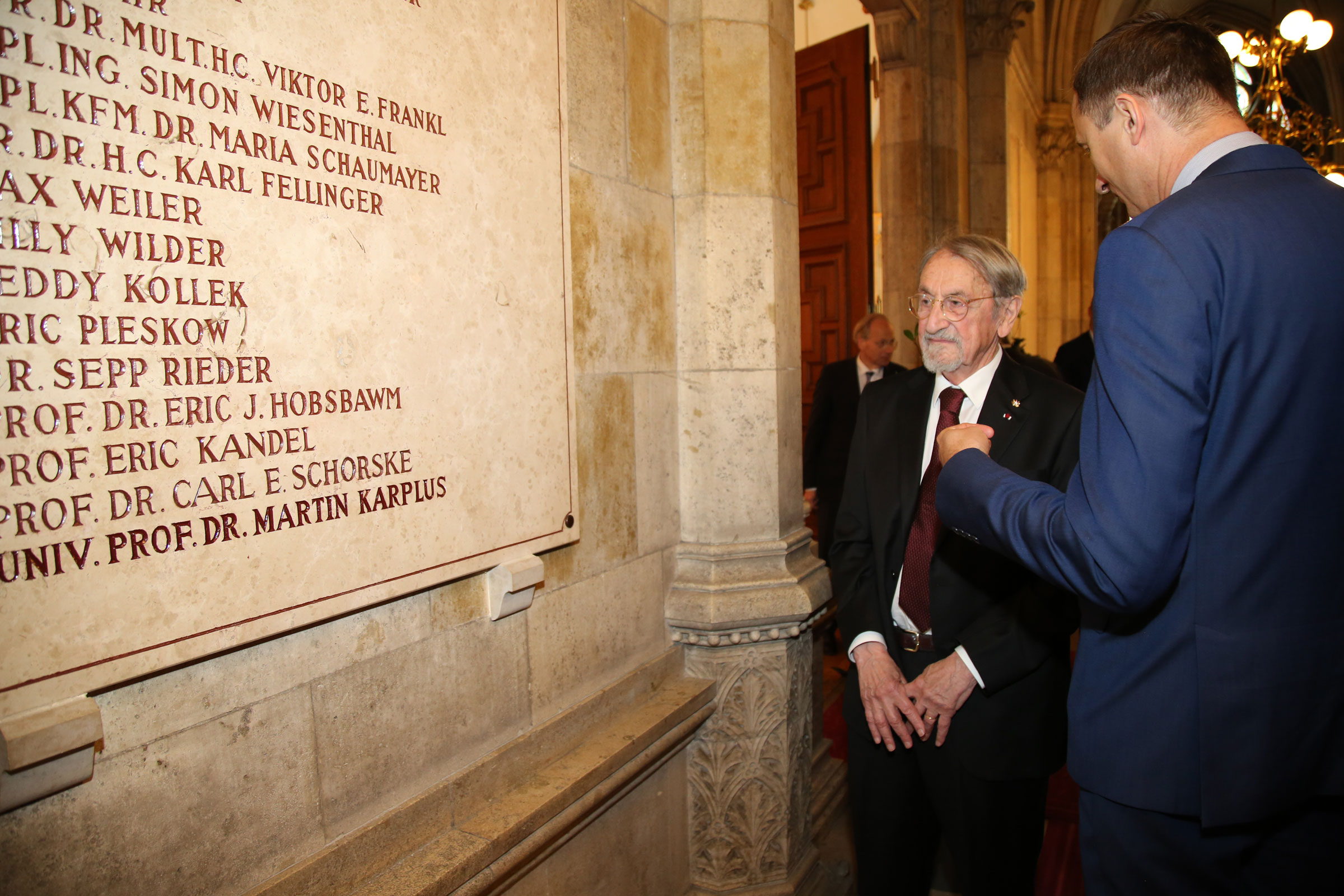
Nobelpreisträger Martin Karplus vor der Ehrenbürgertafel im Wiener Rathaus (2015)

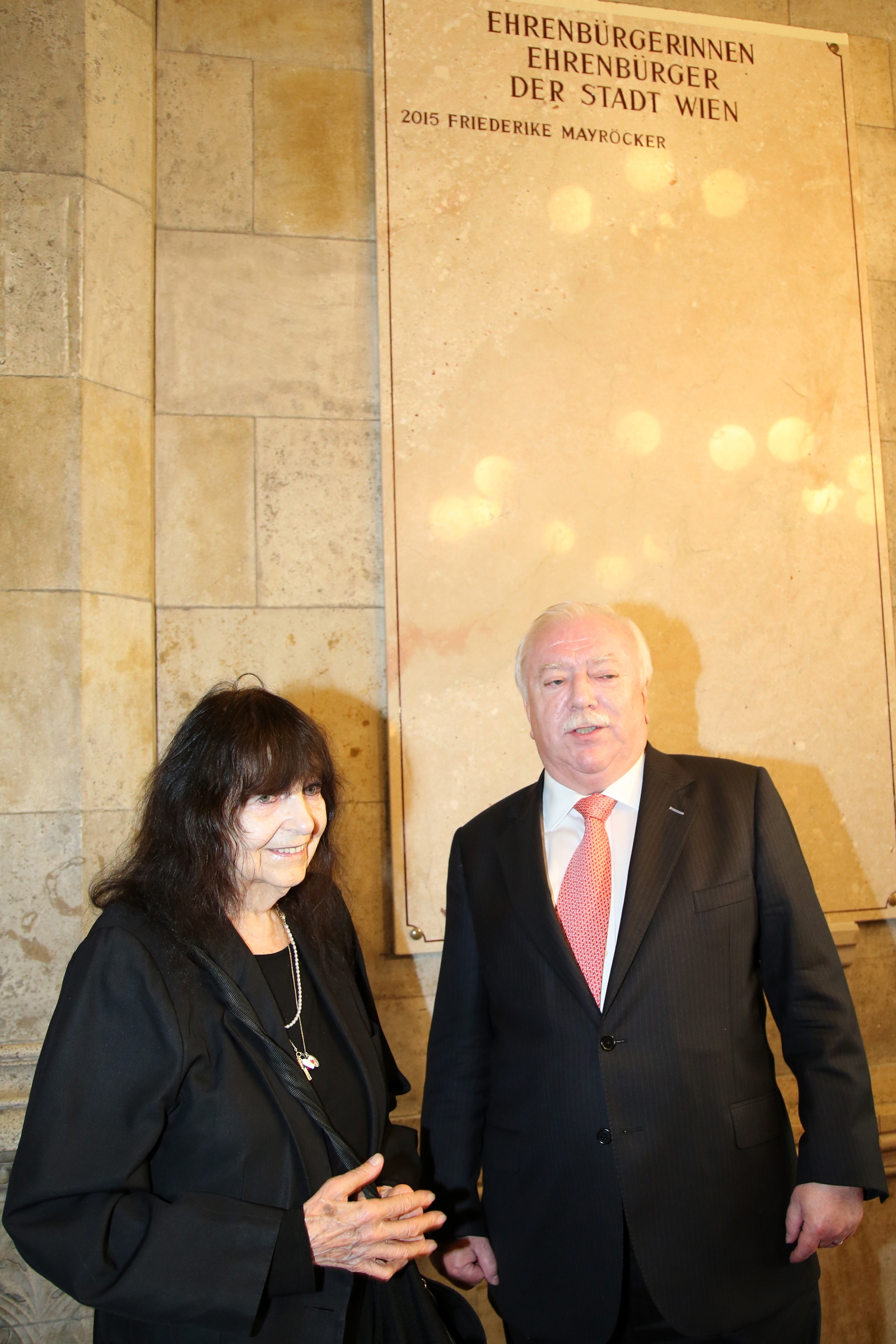
Friederike Mayröcker vor der Ehrenbürgertafel im Wiener Rathaus (2015)

Das Ehrenbürgerrecht ist die höchste Auszeichnung der Stadt Wien.
Seit 1839 wurden auf Veranlassung des damaligen Bürgermeisters Ignaz Czapka die vergebenen Ehrenbürgerschaften im Ehrenbürgerbuch verzeichnet. Ehrungen aus der davor liegenden Zeit wurden nachgetragen, einige der Ausgezeichneten wurden jedoch vergessen. Mit der Verleihung der Ehrenbürgerschaft erhalten die Ausgezeichneten auch ein Ehrenbürgerdiplom. Ehrenbürgerschaften können auch wieder aufgehoben werden.
Heute ist die Wiener Stadtverfassung (WStV), LGBl. Nr. 28/1968 vom 15. Oktober 1968 i.d.g.F. Rechtsgrundlage für die Verleihung.
Zwischen 1930 und 1946 wurden keine Verleihungen vorgenommen.
Zur ähnlich lautenden Auszeichnung Bürger ehrenhalber der Stadt Wien siehe ebenda.

## Ehrenbürger von Wien
Die Liste ist nach dem Datum der Beschlussfassung über die Verleihung geordnet, sofern nicht das Datum der Überreichung (Ü) angegeben ist.

### 18. Jahrhundert (1701–1800)
- Francis Rawdon (14. Februar 1797)
- Friedrich Ernst Graf Marschall (14. Februar 1797)
- Gottfried Freiherr van Swieten (14. Februar 1797)
- Ferdinand (Württemberg) (17. Mai 1797)
- Jakob Freiherr von Wöber (17. Mai 1797)
- Franz Josef Graf Saurau (17. Mai 1797)
- Joseph Graf Pergen (30. Mai 1797)
- Prokop Graf Lazansky von Bukowa (30. Mai 1797)
- Joseph Karl Graf Dietrichstein (30. Mai 1797)
- Johann Ferdinand Graf Kuefstein (30. Mai 1797)
- Johann Baptist von Lampi (18. Juni 1799)

### 19. Jahrhundert (1801–1900)
- Anton Friedrich Graf Mittrowsky von Mittrowitz und Nemischl (17. Oktober 1801)
- Joseph Freiherr von Kielmannsegg (17. Oktober 1801)
- Peter Anton Freiherr von Braun (28. Dezember 1802)
- Joseph Ritter Girtler von Kleeborn (16. Dezember 1803)
- Johann Ferdinand Hetzendorf von Hohenberg (15. Februar 1804)
- Joseph Haydn (1. April 1804)
- Vincenz Peter Anton Guldener von Lobes (4. Jänner 1805)
- Louis Joseph Montoyer (25. September 1805)
- Rudolf Graf Wrbna von Freudenthal (16. Jänner 1806)
- Joseph von Sonnenfels (11. November 1806)
- Leopold Ignaz Freiherr von Haan (15. November 1809)
- Ferdinand Graf von Bissingen-Nippenburg (2. Jänner 1810)
- Augustin Reichmann Freiherr von Hochkirchen (2. Jänner 1810)
- Ferdinand Freiherr Fechtig von Fechtenberg (4. Mai 1810)
- Philipp Graf Edling (6. Oktober 1810)
- Heinrich Joseph Watteroth (1810)
- Joseph Preindl (12. August 1813)
- Klemens Wenzel Lothar von Metternich (24. Oktober 1813)
- Karl Philipp Fürst zu Schwarzenberg (24. Oktober 1813)
- Bernhard Joseph Ritter Anders von Porodim (16. Mai 1816)
- Johann Sartory (22. Mai 1818)
- Joseph Seipelt (23. April 1829)
- Johann Christian Schiffner (22. September 1834)
- Ignaz Franz Castelli (5. Februar 1835)
- Leopold Ritter von Prosky (10. März 1836)
- Franz Anton Graf Kolowrat-Liebsteinsky (2. April 1839)
- Johann Talatzko Freiherr von Gestieticz (12. Februar 1840)
- Johann Joseph Knolz (10. Dezember 1840)
- Joseph Freiherr von Spaun (18. Mai 1841)
- Maximilian Freiherr von Wimpffen (8. Juli 1841)
- Joseph Graf Sedlnitzky von Choltitz (24. März 1842)
- Anton Gilbert Edler von Seydel (6. Juli 1842)
- Paul Sprenger (24. Oktober 1842)
- Josef Baumgartner (24. Oktober 1842)
- Franz Graf Hartig (15. November 1842)
- Salomon Mayer Freiherr von Rothschild (9. Februar 1843)
- Bartholomäus von Stürmer (14. April 1843)
- Karl Graf Inzaghi (20. April 1843)
- Franz Freiherr von Pillersdorf (20. April 1843)
- Franz Seraphin von Kuefstein (4. Juli 1843)
- Georg Graf Erdödy von Monyorókerék (7. November 1843)
- Ferdinand Leopold Graf Pálffy-Daun ab Erdöd (14. Mai 1844)
- Franz Buffa Freiherr von Lilienberg und Castellalt (4. August 1845)
- Johann Freiherr Krticzka von Jaden (30. August 1845)
- Johann Joseph von Prechtl (9. November 1846)
- Ludwig von Schwanthaler (3. Februar 1847)
- Adam Freiherr von Burg (20. Mai 1847)
- Anselm Salomon Freiherr von Rothschild (2. August 1847)
- Johann Adolf Fürst zu Schwarzenberg (26. Februar 1848)
- Johann Josef Wenzel Radetzky Graf von Radetz (7. August 1848)
- Joseph Graf Jellačić von Bužim (4. September 1849)
- Julius Freiherr von Haynau (4. September 1849)
- Franz Josef Fürst von Dietrichstein zu Nikolsburg (25. Jänner 1850)
- Felix Fürst zu Schwarzenberg (7. Jänner 1851)
- Maximilian Graf O’Donnell von Tyrconell (19. Februar 1853)
- Heinrich Freiherr von Heß (18. Dezember 1855)
- Karl Ferdinand Graf Buol-Schauenstein (29. April 1856)
- Karl Freiherr von Krauß (8. April 1859)
- Johann Freiherr von Kempen von Fichtenstamm (4. November 1859)
- Ludwig Benedek von Felsö-Eör (4. November 1859)
- Franz Freiherr von Sommaruga (18. Juli 1860)
- Anton Ritter von Schmerling (8. März 1861)
- Karl Wilhelm Fürst von Auersperg (18. Februar 1862)
- Franz Freiherr von Hein (18. Februar 1862)
- Franz Grillparzer (29. Dezember 1863)
- Anastasius Grün (8. April 1864)
- Ludwig Freiherr von Gablenz (22. November 1864)
- Josef Fürst Colloredo-Mansfeld (25. Jänner 1867)
- Friedrich Ferdinand Graf Beust (21. Dezember 1867)
- Matthias Constantin Graf Wickenburg (18. Jänner 1870)
- Georg Sigl (11. Februar 1870)
- Karl Giskra (15. September 1870)
- Eduard Suess (17. Oktober 1873)
- Ernst Karl von Hoyos-Sprinzenstein (17. Oktober 1873)
- Karl Freiherr von Rokitansky (8. Jänner 1874)
- Josef Hyrtl (17. März 1874)
- Franz Ritter von Khunn (4. Februar 1875)
- Josef Ritter von Führich (12. Februar 1875)
- Josef Klucky (29. August 1876)
- Cajetan Freiherr von Felder (5. Juli 1878)
- Heinrich Freiherr von Ferstel (21. April 1879)
- Ludwig August Frankl von Hochwart (1880)
- Ignaz Kuranda (22. März 1881)
- Adolf Ignaz Mautner Ritter von Markhof (24. Juni 1881)
- Eduard von Bauernfeld (22. Mai 1882)
- Friedrich Freiherr von Schmidt (6. September 1883)
- Hans Graf Wilczek (11. September 1883)
- Theophil Freiherr von Hansen (21. Dezember 1883)
- Rudolf Eitelberger von Edelberg (3. März 1885)
- Anton Freiherr Hye von Glunek (25. Mai 1886)
- Alfred Ritter von Arneth (10. Juni 1887)
- Leopold Hasner von Artha (25. Juni 1889)
- Ludwig Lobmeyr (25. Juli 1889)
- Eduard Ritter von Uhl (14. November 1889)
- Nikolaus Dumba (25. Juli 1890)
- Karl Lueger (3. Juli 1900)

### 20. Jahrhundert (1901–2000)
- Heinrich Ritter von Wittek (5. Mai 1905)
- Aloys von und zu Liechtenstein (23. November 1906)
- Richard Graf von Bienerth-Schmerling (28. März 1916)
- Richard Weiskirchner (2. Mai 1916)
- Ottokar Graf Czernin von Chudenitz (2. Mai 1918)
- Jakob Reumann (21. Dezember 1923)
- Franz Klein (11. April 1924)
- Richard Strauss (16. Mai 1924)
- Karl Seitz (6. September 1929)
- Leopold Kunschak (8. November 1946)
- Theodor Körner (23. April 1948)
- Karl Renner (28. Oktober 1948)
- Adolf Schärf (15. April 1955)
- Johann Böhm (21. November 1958)
- Oskar Kokoschka (10. Februar 1961)
- Julius Raab (10. März 1961)
- Franz Jonas (21. April 1961)
- Franz König (25. Oktober 1968)
- Bruno Marek (22. Jänner 1970)
- Robert Stolz (9. Juli 1970)
- Bruno Kreisky (11. Dezember 1975)
- Felix Slavik (28. Februar 1977)
- Anton Benya (29. Juni 1977)
- Herbert von Karajan (24. April 1978)
- Karl Böhm (12. September 1978)
- Hertha Firnberg (24. September 1979)
- Ernst Krenek (26. September 1980)
- Alfred Maleta (27. Februar 1981)
- Bruno Pittermann (27. Februar 1981)
- Rosa Jochmann (2. Juli 1981)
- Konrad Lorenz (18. Februar 1983)
- Rudolf Sallinger (24. Februar 1984)
- Elias Canetti (26. April 1985)
- Fritz Hochwälder (28. Februar 1986)
- Rudolf Kirchschläger (24. Oktober 1986)
- Leonard Bernstein (10. Dezember 1987)
- Gottfried von Einem (29. Jänner 1988)
- Rudolf Pöder (6. Dezember 1990)
- Karl Popper (4. Mai 1992)
- Gertrude Fröhlich-Sandner (1993)
- Karl Dittrich (1993)
- Viktor Emil Frankl (20. Juni 1995; Ü: 16. Oktober 1995)[1][2]
- Leopold Gratz (1995)
- Helmut Zilk (1995)
- Hans Mayr (Ü: 8. September 1995)[3]
- Simon Wiesenthal (20. Juni 1995; Ü: 6. Dezember 1995)[1][4]
- Maria Schaumayer (9. August 1996)
- Karl Fellinger (30. Mai 1997)
- Max Weiler (17. Dezember 1999; Ü: 7. März 2000)[5]
- Billy Wilder (29. September 2000)[6]

### 21. Jahrhundert (seit 2001)
- Theodor „Teddy“ Kollek (23. Mai 2001)
- Eric Pleskow (Ü: 26. Februar 2007)[7]
- Sepp Rieder (2. Oktober 2007)
- Eric Hobsbawm (Ü: 21. Jänner 2008)[8]
- Eric Richard Kandel (8. Oktober 2008)[9]
- Carl E. Schorske (Ü: 25. April 2012)[10]
- Martin Karplus (Ü: 20. Mai 2015)[11]
- Friederike Mayröcker (Ü: 3. Juni 2015)[12]
- Franz Vranitzky (Ü: 4. Oktober 2017)[13]
- Heinz Fischer (Ü: 6. November 2017)[14]
- Hugo Portisch (Ü: 12. April 2018)[15]
- Michael Häupl (Ü: 13. September 2019)[16]
- Elfriede Jelinek (Ü: 12. September 2023)[17]
- Erika Freeman und Anton Zeilinger (Beschluss vom 5. Dezember 2023)[18]
- Christoph Kardinal Schönborn (Ü): 11. November 2024[19]